# Lapos kerekszájúcsiga
A lapos kerekszájúcsiga (Valvata cristata) Európában elterjedt, kisméretű, kopoltyúval lélegző vízicsiga.

## Megjelenése

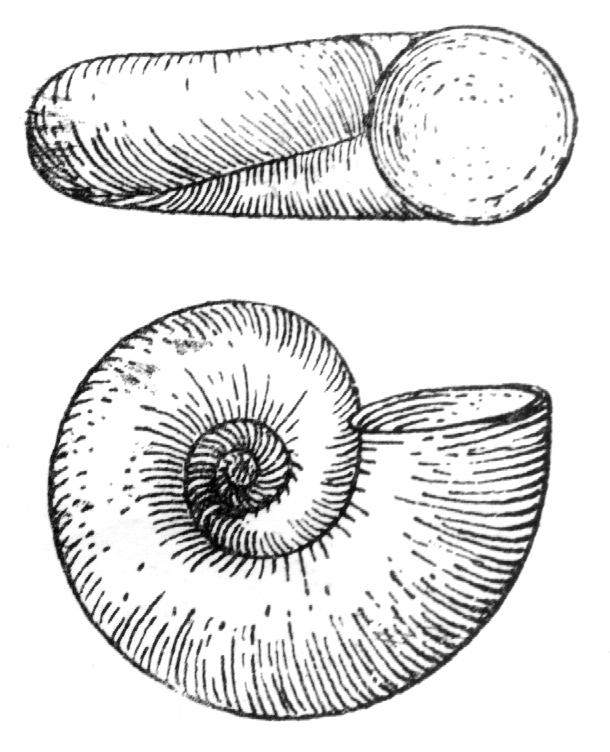
A lapos kerekszájúcsiga háza

A csigaház mindössze 1 mm magas, 3–4 mm széles, lapos, 3-3,5 kanyarulata egy síkban csavarodik fel. Héja sárgásbarna, áttetsző. A többi hasonló méretű, lapos házú vízicsigától (Anisus sp.) teljesen kerek szájadéka, valamint az állat szájfedője és tollkopoltyúja különbözteti meg. Köldöke a ház átmérőjének kb. egyharmadát teszi ki. 

## Elterjedése
Egész Európában előfordul, kivéve Észak-Skandináviát és a mediterrán vidékeket. Svájcban 1500 m magasságig található meg.

## Életmódja
Kisebb tavakban, patakokban viszonylag gyakori faj. A vízinövényekkel gazdagon benőtt, elmocsarasodott, jó oxigénellátottságú, iszapos aljazatú vizeket kedveli. A víz sótartalmát 0,5%-ig viseli el.
Hermafroditák, de szexuálisan szaporodnak. 0,2 mm átmérőjű petéiket 1-4-es csomagokban rakják le a vízinövényekre. A peték a víz hőmérsékletétől függően 8-11 nap (24-20 °C) vagy 25 nap (12 °C) alatt kelnek ki. A kiscsigák házának átmérője mindössze 0,32-0,43 mm, házuk fél kanyarulatból áll. Mesterséges körülmények között az ivarérettséget 3 hónap alatt érik el, amikor házuk átmérője 2 mm. Élettartamuk 1-3 év, ezalatt 50 petecsomagban mintegy 150 petét raknak le.
Magyarországon nem védett.